# Babette pleacă la război
Babette pleacă la război (titlul original: în franceză Babette s'en va-t-en guerre) este un film de comedie francez, realizat în 1959 de regizorul Christian-Jaque, protagoniști fiind actorii Brigitte Bardot, Jacques Charrier, Francis Blanche și Hannes Messemer. 

## Conținut
Primăvara anului 1940. Nordul Franței este ocupat de armata germană. Ultimele trupe britanice și franceze încearcă să ajungă pe coasta Normandă, unde mai sunt disponibile câteva nave pentru a-i lua pe refugiați și a-i duce în Marea Britanie, unde, generalul de Gaulle a format o armată franceză liberă și așteaptă o ocazie potrivită pentru a continua lupta împotriva germanilor.
O mare parte din populația civilă s-a alăturat soldaților refugiați, inclusiv tânăra chelneriță Babette. În drum spre Anglia, ea îl cunoaște pe locotenentul Gérard de Crécy-Lozère. Pentru amândoi, este dragoste la prima vedere. Gérard reușește să îi ofere fetei un loc de muncă ca ajutor în gospodărie la sediul cartierului general. Astfel amândoi au ocazia să se vadă des.
Când șeful serviciului secret britanic, maiorul Fitzpatrick o cunoaște pe Babette, observă că aceasta seamănă cu fosta prietenă a generalului german von Arenberg. Serviciul de Informații britanic are informații despre faptul că Arenberg se află în prezent la Paris și are sarcina de a pregăti invazia germană a Marii Britanii. De aceea, vrea să o infiltreze pe Babette în sediul cartierului general german. Acolo, va trebui să îl seducă pe general cu farmecele ei și apoi să-l răpească. Drept urmare, germanii ar trebui să amâne invazia, rămânând Angliei mai mult timp pentru a pregăti apărarea. 
Într-o școlarizare rapidă, franțuzoaica este instruită ca agent și împreună cu iubitul ei, parașutați în Franța. Aici, deoarece Babette sare prea târziu cu parașuta, drumurile lor se despart. În timp ce Gérard merge la Paris ajutat de camarazii din rezistență, Babette se îndreaptă și ea spre locul de întâlnire ajutată de un SS-Sturmbannführerul Heinrich, care o duce la sediul Gestapoului, al cărui comandant este Obersturmführerul „Papa” Schulz. De asemenea, nici acestuia nu îi scapă uimitoarea asemănare a lui Babette cu fosta iubită a lui Arenberg. Dar, deoarece generalul este suspectat de Gestapo că ar fi implicat într-un complot împotriva lui Hitler, franțuzoaica este pentru a doua oară însărcinată, de data aceasta din partea nemților, să-l seducă pe general și să-i spioneze planurile. Astfel este încartiruită la distinsul Hotel Continental, unde vârfurile armatei germane și-au instalat cartierul general.
Nu durează mult până când Arenberg o întâlnește pe fată. Deoarece aspectul ei îi reamintește puternic de fosta lui relație furtunoasă cu Hilde, cei doi se apropie rapid unul de celălalt. Când Babette l-a condus pe general la castelul ducelui de Crécy, tatăl iubitului ei și a jucat rolul  fiicei nobilului, el este atât de impresionat încât o invită pe Babette la o cină într-un hotel mai izolat. Mesajul radio al lui Babette către Londra, este ascultat de serviciul german de interceptări, drept care "Papa” Schulz își vede bănuiala confirmată. Fără a sta pe gânduri, el o însărcinează pe Babette, a cărei adevărată identitate încă nu o bănuiește, să-i dovedească în cele din urmă vinovăția lui Arenberg, ca să-l dea pe mâna Gestapoului. Până să își dea seama ce se întâmplă cu adevărat, este deja prea târziu. Gérard, Babette și Arenberg sunt într-un avion care îi duce spre Londra. 

## Distribuție
- Brigitte Bardot – Babette
- Jacques Charrier – locotenentul Gérard de Crécy-Lozère
- Francis Blanche – comandantul Obersturmführer zis "Papa” Schulz, șeful Gestapoului
- Hannes Messemer – generalul Franz von Arenberg
- Ronald Howard – colonelul Fitzpatrick
- Yves Vincent – căpitanul Darcy
- Pierre Bertin – ducele Edmond de Crécy-Lozère
- Viviane Gosset – ducesa Hélène de Crécy-Lozère
- Mona Goya – doamna Fernande
- Noël Roquevert – căpitanul Gustave Brémont
- Gunter Meisner – ofițerul gestapovist
- Michael Cramer – Heinrich
- Jean Carmet – Antoine
- René Havard – Louis, prietenul lui Crécy
- Jacques Hilling – căpitanul francez
- Charles Bouillaud – Pierrot
- Alain Bouvette – Émile
- Max Elloy – Firmin
- Robert Berri – sergentul Hill, instructor radio
- Françoise Belin – Mado, o fată
- Ariane Lancell – o fată
- Jenny Orléans – o fată
- Jean-Pierre Zola – maiorul neamț
- Roland Barthrop – dispecerul
- Lutz Gabor – un operator A1
- Claude Vernier – un operator A1
- André Dalibert – un țăran
- Albert Michel – un refugiat
- Edouard Francomme – un bărbat la cafenea
- Bernard Celeyron – un cascador
- Philippe Clair – un luptător din rezistență